# G. W. Pierce
Pour les articles homonymes, voir Pierce.
George Washington Pierce (né le 11 janvier 1872 à Webberville (Texas) – mort le 25 août 1956 à Franklin (New Hampshire)) est un physicien américain qui a perfectionné les oscillateurs radio à cristaux imaginés par son compatriote Cady. Il a enseigné à l'université Harvard. Il est l'auteur de trois traités fondamentaux, de plusieurs articles et de 53 brevets, dont le plus important est sans doute son circuit oscillant à quartz, qui marque une étape décisive dans le développement de la radioélectricité.

## Biographie

### Jeunesse
G. W. Pierce est le cadet des trois enfants d'un éleveur texan. Las, comme il l'écrira plus tard, « d'aller remplir des seaux crevés au puits de la ferme paternelle », il se distingue dans ses études : excellent élève au collège de Taylor, il étudie d'abord à l'université du Texas, où il est pris en charge par Alexander Macfarlane, avec qui il cosigne un article destiné au premier numéro de la Physical Review. Il enseigne au lycée de Dallas (1896-7), est avoué près le tribunal du comté de Bastrop jusqu'à ce qu'il obtienne sa bourse pour étudier à Harvard en 1898. Il soutient sa thèse de doctorat, consacrée à la mesure des ondes courtes, en 1900. Après un voyage d'étude post-doctoral à travers l'Europe, qui lui fait découvrir les cours de Ludwig Boltzmann, il est recruté comme maître-assistant à Harvard. Là, il est l'un des fondateurs du Wicht Club (1903–1911), groupe de jeunes enseignants qui désirent poursuivre leur formation tout en travaillant.
En 1904 il épouse Florence Goodwin de Saxonville (Massachusetts). Le couple se lie d'amitié avec Cornelia et Walter Cannon, des physiologistes de l'Harvard Medical School, qui leur font découvrir Franklin (New Hampshire). En outre, Cornelia initie George à la peinture de portraits, de paysages et à la peinture abstraite.

### L'inventeur
G. W. Pierce comprend toute l'importance des phénomènes de résonance pour l'électronique naissante, ce dont témoignent ses cinq articles sur ce sujet, publiés dans Physical Review (1904-7). Il publie dès 1910 un traité sur cette question (Principles of Wireless Telegraphy), où apparaît pour la première fois le terme de modulation pour décrire le codage d'une onde sonore en modulant l'amplitude d'une onde porteuse de haute-fréquence. En 1912, il collabore aux travaux d'A. E. Kennelly sur l'impédance cinétique (cf. infra). En 1914, il se voit confier la direction du laboratoire de physique Cruft d'Harvard, et devient professeur titulaire en 1917.
Deux grands événements marquent l'année 1920 : d'abord il publie son premier article seul, Electric Oscillations and Electric Waves ; mais surtout, il découvre les travaux d'un professeur de l'Université Wesleyenne, Walter Guyton Cady, sur les possibilités de stabiliser la fréquence des oscillations électriques avec un cristal de quartz. À ses débuts en effet, la radiophonie souffre de fluctuations de la fréquence des ondes. Les circuits de Cady sont alors encombrants et complexes, car ils utilisent plusieurs lampes triode : Pierce trouve le moyen de n'en utiliser qu'une. C'est par cette capacité à analyser et simplifier les circuits électriques que Pierce peut déposer autant de brevets, et qu'il amasse un capital suffisant pour construire ses résidences de Franklin, dans le New Hampshire, et de St. Petersburg.

### Caractérisation de l'impédance des récepteurs radio
Dans leur laboratoire, Pierce et A. E. Kennelly entreprennent de mesurer expérimentalement la variation d'impédance d'un téléphone sur toute une plage de fréquences acoustiques, lorsqu'on immobilise le diaphragme à l'aide du doigt ou d'une cale. À chaque fréquence, on mesure la résistance du récepteur et sa réactance pour calculer l'impédance, puis on représente l'affixe des impédances avec diaphragme libre et immobilisé. Les deux physiciens découvrent ainsi que pour tout récepteur, le balayage des fréquences décrit une série de points cocycliques ; ils baptisent ce phénomène « impédance cinétique » (motional impedance), et le cercle décrit, « cercle des impédances cinétiques. » Le caractère cocyclique des points de fonctionnement des récepteurs devient si habituel qu'il mène à la construction de l'abaque de Smith, nomogramme qui décrit toute la plage des impédances possibles.

### Dernières  années
Promu à la chaire de physique Rumford en 1921, il reçoit la Médaille d'honneur de l'IRE en 1929. Il prend sa retraite en 1940, et publie un essai sur les Chants des insectes (1943), où il analyse notamment la crécelle des criquets. La même année, l'Institut Franklin lui décerne la Médaille Franklin. À la mort de sa femme Florence en 1945, Pierce vit avec Helen Russell de Sanbornton (New Hampshire). Les signes avant-coureurs de sa mort sont une première congestion cérébrale en 1945.
Pour la liste de ses publications et brevets, cf. Saunders et Hunt (1959).